# Elisabeth Demleitner
Elisabeth Demleitner, född 23 september 1952 i Kochel am See i Bayern, är en inte längre aktiv tysk rodelåkare.
Demleitner var aktiv i singeltävlingen och tillhörde under 1970-talet världseliten. Hon hade sina största framgångar under världsmästerskapen 1971 där hon vann guldmedaljen samt vid de olympiska vinterspelen 1976 där hon vann bronsmedaljen. Vid de olympiska vinterspelen 1972 och 1980 kom hon på fjärde platsen. Hon blev även Europamästare 1977 och 1978. Efter idrottskarriären blev Demleitner arkitekt.